# Jens-Peter Herold
Jens-Peter Herold (* 2. června 1965, Neuruppin, Braniborsko) je bývalý východoněmecký atlet, mistr Evropy a halový mistr Evropy v běhu na 1500 metrů.